# Bengt Rösiö
Per Bengt Magnus Rösiö, född 14 maj 1927 i Åmål, död 19 maj 2019, var en svensk författare och diplomat.

## Biografi
Bengt Rösiö var son till distriktsveterinären i Åmål Birger Rösiö och Johanna (Jonita) Hedin, samt sonson till jordbruksreformatorn Per Rösiö. För allmänheten var Bengt Rösiö mest känd för att 1992-93 ha lett ensamutredningen på uppdrag av Utrikesdepartementet om Dag Hammarskjölds död 1961, vilket var den första nationella utredningen om fallet. Efter Hammarskjölds död har det cirkulerat många rykten och anklagelser som inte kunnat bevisas eller bemötas. Bengt Rösiös uppfattning skiljer sig från den utredning som FN lät göra omedelbart efter händelsen, då Rösiö menar att Hammarskjöld förmodligen avled i en olyckshändelse, medan FN:s utredare ansåg att fallet inte kunde lösas. 

## Uppdrag

### Ambassadörsposter
- 1974-77 Saudiarabien, sidoackrediterad till Bahrain, Förenade arabemiraten och Oman
- 1977-79 Pakistan, sidoackrediterad till Maldiverna
- 1979-81 Tjeckoslovakien
- 1981-85 Malaysia, sidoackrediterad till Burma
- 1990-92 Zaire, Centralafrikanska republiken, Tchad, Gabon, Kamerun, Ekvatorialguinea (placerad på UD i Stockholm)

### Generalkonsulära poster
- 1969-71 Houston
- 1986-90 Montréal

### Chargé d'affaires
- 1967-69 Sudan

### Böcker
- De vita städerna (Bonniers 1967)
- Diplomat i u-land (Bonniers 1968)
- Malesh (Bonniers 1970)
- Det ljuva liket (Rabén & Sjögren 1973) ISBN 91-29-42871-8
- Paxx (Rabén & Sjögren 1973) ISBN 91-29-51611-0
- Yrke: Diplomat (Norstedts 1988) ISBN 91-1-883302-0
- Den svenska Kongobataljonen rediviva (1994) ISBN 91-87184-31-1
- Ndola (Nerenius & Santérus 1996) ISBN 91-648-0107-1
- Från Riyadh till Rangoon (CKM/Instant Books 1998) ISBN 91-88812-14-6

## Småskrifter
- Åter till Afrika (1993)
- Dagtingan och motvalls (2000)
- Kongo (2001) ISBN 91-631-0942-5
- Träl i paradis (2003)
- Beskt, sötsurt och sint (2006) ISBN 91-631-8685-3
- I huvet på en gammal gubbe (2010, egenutgiven) ISBN 978-91-633-7406-7